# Bonifatius Pfaffenzeller
Bonifatius Pfaffenzeller (* 1677 in Hausen, Oberbayern; † 30. Dezember 1727 in Thierhaupten) war ein deutscher Geistlicher und asketischer Schriftsteller.

## Leben
Bonifatius Pfaffenzeller trat 1697 in Thierhaupten in den Benediktinerorden ein. Er war ein frommer Mann, der die Pflichten seines Standes gewissenhaft erfüllte. Ende 1727 starb er im Alter von 50 Jahren in Thierhaupten.
Die von Pfaffenzeller hinterlassenen Schriften bezeichnen die asketische Richtung seines Geistes, so u. a.:
- Apes Benedictinae, seu, De sanctis Benedictinis epigrammata sacra, Augsburg 1715
- Apes thaumaturgae, seu, De miris gestis sanctorum epigrammata sacra, Augsburg 1715 und 1716
- Apes miscellaneae, seu, Selecta varii argumenti epigrammata, Augsburg 1715 und 1717
- Apes circumspectae religiosae, seu selecta epigrammata, Augsburg 1717
- Heilige Wochen oder Jesus Christus als ein König, Mittler und Richter, auf die sieben Wochentage, Augsburg 1722

In seinen Analecta ascetica (Augsburg 1722) gab er eine Anweisung zu einem gottgefälligen Leben. Bitter rügte er die Verderbtheit der Menschen in der gleichzeitig herausgegebenen Schrift Mundus agonizans, oder verschiedene Glücks- und Unglücksfälle, Sitten und Aufführung der sich jetzt zum Untergange neigenden Welt.